# Pseudodesmus verrucosus
Pseudodesmus verrucosus är en mångfotingart som beskrevs av Pocock 1887. Pseudodesmus verrucosus ingår i släktet Pseudodesmus och familjen Andrognathidae. Inga underarter finns listade i Catalogue of Life.